# Дарґолеза
Дарґолеза (пол. Dargoleza, нім. Dargeröse) — село в Польщі, у гміні Ґлувчиці Слупського повіту Поморського воєводства.
Населення — 170 осіб (2011).
У 1975-1998 роках село належало до Слупського воєводства.

## Демографія
Демографічна структура станом на 31 березня 2011 року:
|          | Загалом | Допрацездатний вік | Працездатний вік | Постпрацездатний вік |
| -------- | ------- | ------------------ | ---------------- | -------------------- |
| Чоловіки | 84      | 22                 | 54               | 8                    |
| Жінки    | 86      | 23                 | 50               | 13                   |
| Разом    | 170     | 45                 | 104              | 21                   |